# Tramlijn Blaakschedijk - Strijen
De tramlijn Blaakschedijk - Strijen was een tramlijn in de Hoeksche Waard. Vanuit Blaaksedijk liep de lijn via Maasdam naar Strijen.

## Geschiedenis
In 1904 werd de lijn geopend door de Rotterdamsche Tramweg Maatschappij en hij speelde een belangrijke rol bij de ontsluiting van de Zuid-Hollandse Eilanden. De lijn is in 1956 stilgelegd en in 1957 opgebroken.

## Restanten
Tussen Maasdam en Strijen is de N491 op de bedding van de tramweg aangelegd. De weg heet hier ook toepasselijk Trambaan. Daarnaast is er nog een over een sloot en aansluitend een brug over de Boezemvliet bij Puttershoek aanwezig. Het aansluitende voetpad is de oude trambaan. Het stationsgebouw van Puttershoek is nog aanwezig, aan de Hoeksedijk. De oude trambaan daarna is nu grasbaan tot aan de Hoekseonderbaan. Bij bushalte 'sGravendeelseweg is de oude trambaan nu fietspad, en daarna weg die Trambaan heet. Tot de Smidsweg. Na de onderbreking hier heet de N491 ook Trambaan. Op de rotonde bij Strijen staat een rail-kunstwerk. Het tramstationsgebouw diende decennia als restaurant maar werd in 2022 afgebroken.

## Fotogalerij

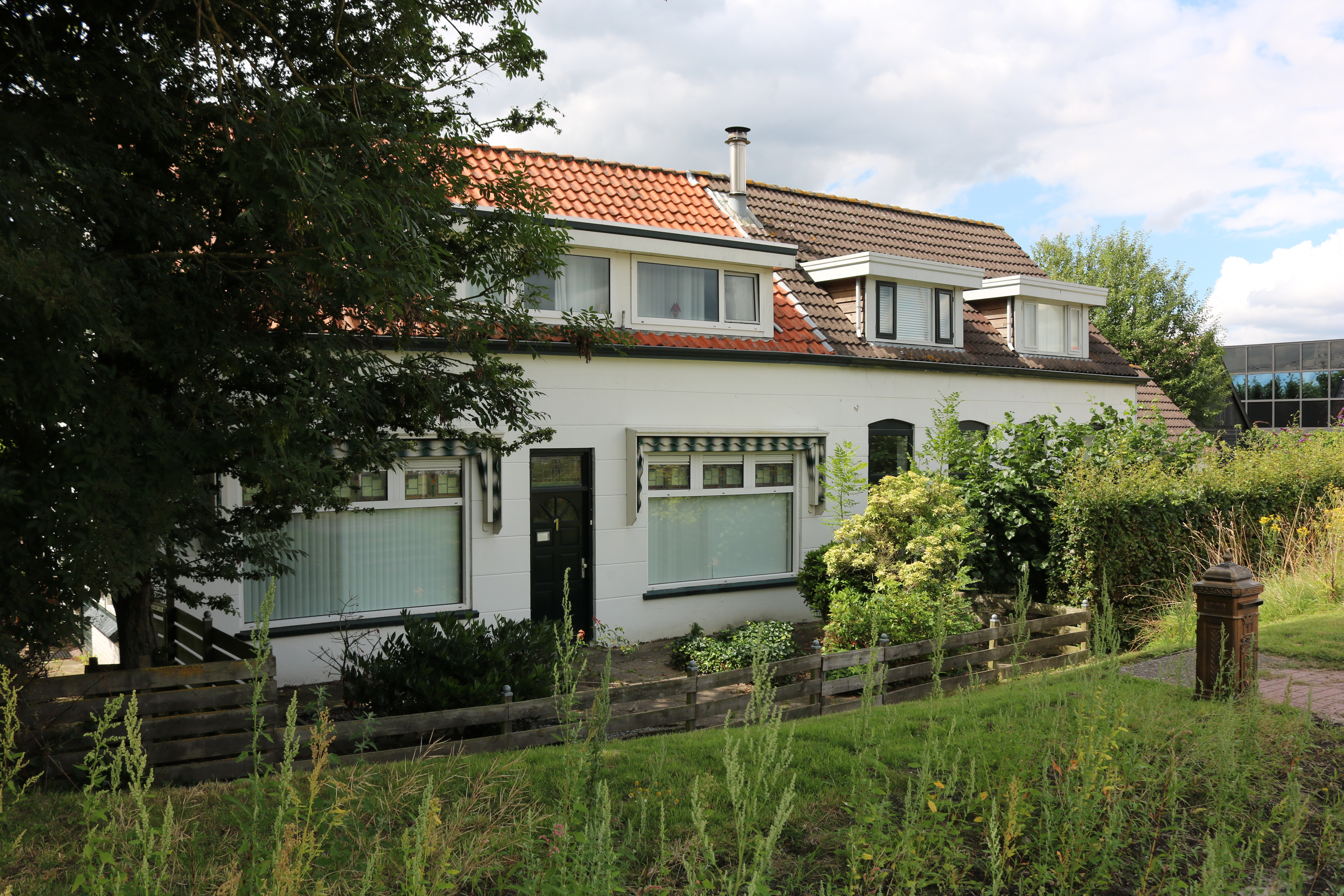
Voormalig Stationskoffiehuis aan de Boonsweg in Blaaksedijk
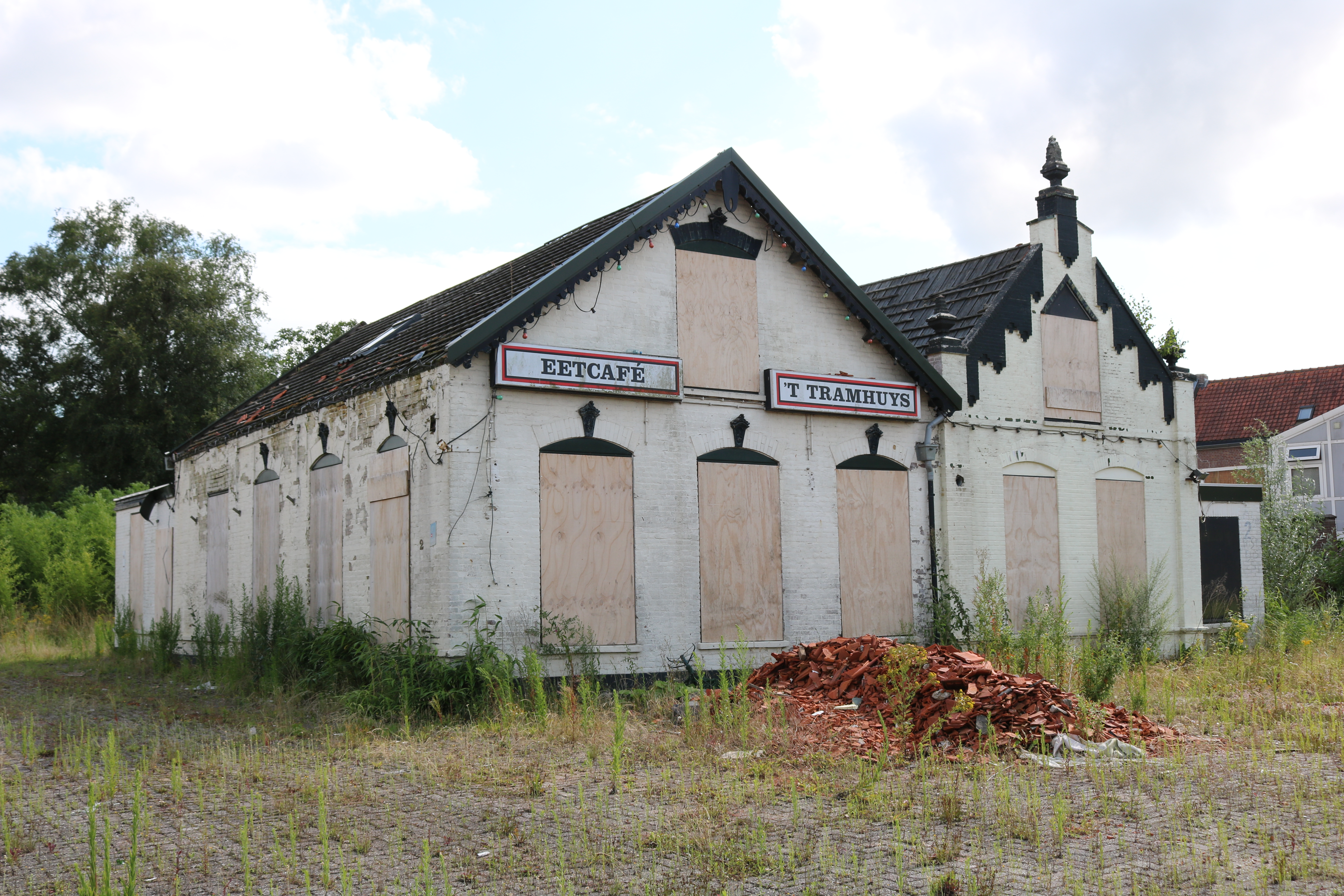
Voormalig tramstation van Strijen in 2021

### Bron
- Inventarisatie-RTM.pdf. (2008-2011, gecontroleerd in februari 2023)